# Mulam
Mulam (chiń. upr. 仫佬族; pinyin Mùlǎozú) – oficjalnie uznana mniejszość narodowa w Chińskiej Republice Ludowej. Zamieszkuje Guangxi (90% z nich w Powiecie Autonomicznym Mniejszości Mulao Luocheng w prefekturze miejskiej Hechi). Blisko spokrewnieni z Dongami i Maonanami.
Zamieszkują głównie doliny i niewysokie góry uprawiając ryż kleisty, kukurydzę, pszenicę, ziemniaki, orzeszki ziemne i bawełnę w podobny sposób jak otaczający ich Zhuangowie i Hanowie. Najcięższymi pracami polowymi zajmują się głównie mężczyźni, ale kobiety wykonują znaczną część lżejszych robót przy uprawie. Najważniejsze rzemiosła to kowalstwo i wyrób ceramiki. Do 1949 znaczna część ziem była w rękach dużych posiadaczy.
Tradycyjnie, rody zaręczały często kilkuletnie dzieci, a właściwe małżeństwo miało miejsce gdy dziewczyna osiągnęła dojrzałość. Nowa małżonka mieszkała z rodzicami aż do urodzenia pierwszego dziecka; do tego czasu mogła swobodnie przebywać i uczestniczyć w zabawach młodych ludzi. Rozwód i ponowne zamążpójście były możliwe i akceptowane. Rodziny były patrylinearne, kontrolę nad domostwem sprawował ojciec; synowie zakładali własne domy, z wyjątkiem najmłodszego wśród braci, który pozostawał w domu rodziców, by ich otoczyć opieką. Córki nie mogły dziedziczyć majątku, który w braku syna przechodził na bratanków.
Głowy rodów były odpowiedzialne za najważniejsze decyzje, jak sprzedaż ziemi i aranżowanie małżeństw; prowadzili księgi rodowe, kontrolowali zachowanie krewnych i rozsądzali konflikty. Przewodniczyli też obrzędom ku czci przodków, zwłaszcza wielkim świętom, zwanym Yifan, urządzanym co 3–5 lat, obejmującym składanie ofiar, uczty, tańce i śpiewy.
Wpływy chińskie datują się od czasów dynastii Yuan; za dynastii Qing podzielono ich na samokontrolujące się jednostki na wzór systemu baojia. Pod wpływem chińskim przyjęli buddyzm, taoizmi kult przodków. Wcześniejsze animizm i szamanizm wciąż są obecne w świadomości; według ich wierzeń duchy/dusze posiadają nie tylko ludzie, ale też zjawisk przyrodnicze, a obrzędom ku czci lokalnych duchów domowych, ognia itp. przewodniczą zarówno męscy kapłani (mubao), jak i kobiety-szamanki (zwane baya).
Mulamowie posługują się własnym językiem z grupy dong-shui (kam-sui), z rodziny tajo-kadajskiej. Językiem tym mówi około 86 tys. osób.